# Damasak

Mapa de Nigèria, Damasak és al l'extrem nord-est del país

Damasak és la ciutat principal de la zona de govern local de Mobbar. L'any 2006 tenia uns 13.000 habitants. És a una altitud de 309 m al nord-est de Nigèria dins l'estat de Borno, a prop de la confluència del rius Yobe i el Komadugu Gana, està just a la frontera amb el Níger. En els anys recents l'avanç de la desertificació ha estat un problema a Damasak.

## Història
Segons una llegenda, aquesta ciutat hauria estat fundada per Kamkama Modu, un karde del regne de Bagirmi.
Damasak va estar sota la civilització Sao al segle xvi i estava encerclada per murs trapezoidals molt gruixuts. Va ser conquerida per Idris Alooma el 1570 segons esmenta Ibn Furtu.
La localització actual de Damasak probablement no és l'original.
L'explorador alemany Heinrich Barth (1821-1865) va informar, el 850, que Damasak (o Dammasak) s'anomenava "Fatoghana".
El març de 2015, com a mínim 70 cadàvers es van trobar als afores de la ciutat. Aquests cadàvers es van trobar després que s'arrabassàs la ciutat a Boko Haram.